# TV by the Numbers
TV by the Numbers是一个由罗伯特·塞德曼和比尔·戈曼于2007年9月创立的专门报道电视收视率的网站。

## 历史
互联网统计分析师罗伯特·塞德曼在建立TV by the Numbers前曾在IBM和嘉信理财（Charles Schwab）工作；而比尔·戈曼在1998年以前都在美国在线担任主管，这期间戈曼正好读到塞德曼的专栏。自20世纪90年代初时他们在华盛顿特区相遇并成为了朋友，两人都很喜欢电视并喜欢分析和电视有关统计资料，电视收视率数据成为他们主要的谈话内容。但是戈尔曼对当时没有专门报道电视数据的博客而感到失望，用谷歌也找不到相关内容，这让他和塞德曼有了建立以电视收视率为主的专题网站的想法。
戈尔曼在2010年的一次采访中阐述：
We try to focus on publicly available facts. We're not breaking any news. We're not interviewing people to try and get the last bit of juicy gossip. We focus on publicly available, either ratings or financial information, and what that likely means for your favorite show. Whether they're coming back or going away.

## 影响
据一位人士说：大部分的信息戈曼和塞德曼获得的是不容易提供给媒体，他们对数据进行分析导致许多读者对收视率调查的过程越来越感兴趣。
很多媒体也会引用TV by the Numbers的报道，如CNN、美联社、全国公共广播电台以及芝加哥论坛报等。
近年播出的美国电视剧在维基百科上的条目中的收视人数数据来源基本来自TV by the Numbers。

### 特色
塞德曼在网站上建立了一个叫“泡泡观察”的专题，根据每周剧集的收视情况预测该节目是被续订还是被取消。